# Aire protégée d'initiative autochtone
Une aire protégée d’initiative autochtone est un statut d’aire protégée au Québec qui permet aux communautés autochtones de proposer au ministère de l'Environnement et de la Lutte contre les changements climatiques des projets de conservation dont les territoires pourront être désignés comme aire protégée par le gouvernement du Québec.  

## Histoire
En février 2021, la province de Québec a modifié la Loi sur la conservation du patrimoine naturel pour y introduire le concept d'aires protégées d'initiative autochtone. Deux autres concepts y sont également introduits, soit celui de réserve marine et d'aire protégée d'utilisation durable. 
L’objectif est de conserver des éléments de la biodiversité et des valeurs culturelles qui lui sont associées et qui sont d’intérêt pour les nations autochtones. C’est un statut qui vise à répondre aux demandes formulées par différents acteurs, notamment les communautés autochtones, lors des consultations particulières tenues en septembre 2020. 
En novembre 2020, le Conseil des Innus de Pessamit officialise un projet d'aire protégée autochtone de la région du Pipmuakan. L'aire protégée préserverait les sites culturels, dont des sites de campement, de rassemblement et de sépulture, et les derniers massifs forestiers du territoire où vit la harde de caribous du Pipmuakan. Selon le ministère des Forêts, de la Faune et des Parcs (MFFP) du Québec en 2020, la harde souffre d'une grande précarité principalement à cause des coupes forestières qui l'isolent du reste du territoire. La superficie de ce projet d'aire protégée est de 2761 km2, soit 0,18% de la superficie du Québec. 